# Vytautas Landsbergis-Žemkalnis
Vytautas Landsbergis-Žemkalnis (ur. 10 marca 1893 w Linkavicziai k. Pokroja, zm. 21 maja 1993 w Wilnie) – litewski architekt.

## Życiorys
Syn Gabrieliusa, ojciec Vytautasa Landsbergisa i pradziadek Gabrieliusa Landsbergisa.
W latach 1913–1916 studiował na Politechnice Ryskiej architekturę. Po I wojnie światowej kontynuował studia na Wyższej Szkole Architektury w Rzymie.
W okresie międzywojennym był zatrudniony jako architekt miejski w Kownie.
Od 1959 do 1971 roku naczelny architekt Wilna.